# Chile na Zimowych Igrzyskach Olimpijskich 1968
Chile na Zimowych Igrzyskach Olimpijskich 1968 reprezentowało czworo zawodników – trzech mężczyzn i jedna kobieta. Wszyscy wystartowali w narciarstwie alpejskim.
Był to szósty start reprezentacji Chile na zimowych igrzyskach olimpijskich.

## Narciarstwo alpejskie

### Mężczyźni
| Zawodnik           | Konkurencja | Konkurencja | Konkurencja         | Konkurencja         | Konkurencja   | Konkurencja   | Konkurencja             | Konkurencja             | Konkurencja              | Konkurencja              |
| Zawodnik           | Zjazd       | Zjazd       | Slalom gigant       | Slalom gigant       | Slalom gigant | Slalom gigant | Slalom specjalny        | Slalom specjalny        | Slalom specjalny         | Slalom specjalny         |
| Zawodnik           | Czas        | Pozycja     | Czas 1-go przejazdu | Czas 2-go przejazdu | Czas łączny   | Pozycje       | Czas 1-go przejazdu     | Czas 2-go przejazdu     | Czas łączny              | Pozycja                  |
| ------------------ | ----------- | ----------- | ------------------- | ------------------- | ------------- | ------------- | ----------------------- | ----------------------- | ------------------------ | ------------------------ |
| Félipe Briones     | 2:18,07     | 60.         | 2:01,83             | 2:01,97             | 4:03,80       | 66.           | Odpadł w kwalifikacjach | Odpadł w kwalifikacjach | Odpadł w kwalifikacjach  | Odpadł w kwalifikacjach  |
| Richard Leatherbee | 2:17,86     | 58.         | 1:53,53             | 1:57,18             | 3:50,71       | 48.           | 56,26                   | dyskwalifikacja         | Nie ukończył konkurencji | Nie ukończył konkurencji |
| Mario Vera         | 2:10,44     | 46.         | 1:56,46             | 1:56,04             | 3:52,50       | 51.           | Odpadł w kwalifikacjach | Odpadł w kwalifikacjach | Odpadł w kwalifikacjach  | Odpadł w kwalifikacjach  |

### Kobiety
| Zawodniczka | Konkurencja | Konkurencja | Konkurencja   | Konkurencja   | Konkurencja               | Konkurencja               | Konkurencja               | Konkurencja               |
| Zawodniczka | Zjazd       | Zjazd       | Slalom gigant | Slalom gigant | Slalom specjalny          | Slalom specjalny          | Slalom specjalny          | Slalom specjalny          |
| Zawodniczka | Czas        | Pozycja     | Czas          | Pozycja       | Czas 1-go przejazdu       | Czas 2-go przejazdu       | Czas łączny               | Pozycja                   |
| ----------- | ----------- | ----------- | ------------- | ------------- | ------------------------- | ------------------------- | ------------------------- | ------------------------- |
| Verena Vogt |             |             | 2:13,18       | 41.           | Nie ukończyła konkurencji | Nie ukończyła konkurencji | Nie ukończyła konkurencji | Nie ukończyła konkurencji |